# Patrick Stump
Patrick Martin Vaughn Stumph, izvođačko ime Patrick Vaughn Stump (Evanston, Illinois, 27. travnja 1984.) američki je glazbenik, glazbeni producent, skladatelj, glumac i glazbeni kritičar, najpoznatiji kao vodeći pjevač, gitarist te skladatelj američkog rock sastava Fall Out Boya. Iako je izvorno svirao bubnjeve, igrom slučaja je postao pjevač nakon što je otkriven njegov veliki talent za pjevanje. Prema uglednom američkom tjedniku Billboardu Stump je jedan od najboljih vokala pop punka. 2001. godine pridružio se Fall Out Boyu, kada se prijavio na audiciju za bubnjara, ali je spletom okolnosti postao glavni pjevač. Sa sastavom je postigao veliki uspjeh. Ubrzo nakon izdavanja prvog albuma Take This To Your Grave sastav je dobio na popularnosti, a nekoliko singlova dospjelo je u top 10 Billboardove liste Hot 100. Njihov album iz 2007. Infinity On High kojeg publika i većina kritičara smatra njihovim najboljim albumom zasjeo je na prvo mjesto Billboardove liste 200. Stump je tijekom svoje karijere surađivao s velikim brojem izvođača, nekima je čak i producirao albume. Krajem 2009. Fall Out Boy su najavili stanku, nakon koje je Stump odlučio poraditi na samostalnoj karijeri. Uskoro je najavio kako radi na svojem prvom samostalnom albumu Soul Punk kojeg je završio 18. listopada 2011. Sve pjesme na albumu je sam napisao, odsvirao, producirao, te je sam financirao cijeli projekt. Prvi singl na albumu je remiks pjesme "This City" u kojem sudjeluje i američki rapper Lupe Fiasco, a za pjesmu je ubrzo napravljen i video spot. Soul Punk je dobio uglavnom pozitivne kritike, dok su kritičari pohvalili Stumpov glazbeni smjer i kreativnost, ali album nije uspio postići značajan komercijalni uspjeh te je u SAD-u prodan u svega 23.000 primjeraka. Njegov samostalni rad se uvelike razlikuje od rada sa sastavom. Tada se činilo da se Fall Out Boy više nikada neće okupiti i svirati zajedno, ali onda su 4. veljače 2013. iznenada najavili povratak s novom pjesmom "My Songs Know What You Did In The Dark (Light 'Em Up)", koja će ujedno biti i prva na albumu Save Rock And Roll. Objavili su i da kreću na turneju.

## Rani život
Stump je rođen u Evanstonu, Illionis. Sin je Davea Stumpha i Patricie Vaughn. Odrastao je u Glenviewu, Illionis gdje je pohađao srednju školu Glenbrook South. Stumpovi roditelji su se razveli kada mu je bilo osam godina. Ima mlađu sestru Megan i starijeg brata Kevina koji je violinist. Stump je samouki gitarist i pjevač koji je rekao da je opsjednut pjevačima Princeom i Davidom Bowiem. Njegovi glazbeni idoli tijekom odrastanja su Michael Jackson, Elvis Costello, Tom Waits, i Nat King Cole.

## Karijera

### Početci
Karijeru je započeo svirajući bubnjeve u različitim lokalnim punk sastavima iz Chicaga, među kojima su najistaknutiji Xgrinding processX, Patterson i Arma Angelus.

### Fall Out Boy (2001. – 2009.; 2013.-danas)
Osnivač i gitarist Fall Out Boya, Joe Trohman je upoznao Stumpa u knjižari Borders. Uvidjeli su da imaju jednake glazbene interese. Trohman je predstavio Stumpa basistu Pete Wentzu. Nakon toga se prijavio na audiciju za Fall Out Boy. Unatoč tome što se prijavio za bubnjara i nemajući nikakvo prethodno iskustvo pjevanja u sastavu, kao niti jednu lekciju iz pjevanja, Stump je igrom slučaja postao vodeći pjevač nakon što je otkrivena njegova velika sposobnost pjevanja. Kao izvođačko ime uzima Patrick Stump (skraćiva slovo H zbog boljeg izgovora) i kasnije preuzima majčino djevojačko prezime Vaughn, što čini puno ime Patrick Vaughn Stump.

### Samostalna karijera (2010.-danas)
U siječnju 2010., Patrick Stump je najavio kako radi na albumu kojeg sam piše, izvodi i producira. Predstavio je i svoj novi izgled koji je bio potpuna razlika od njegove dotadašnjega izgleda. Album Soul Punk je završio i objavio 18. listopada 2011.

## Diskografija
Za Stumpov rad sa sastavom Fall Out Boy pogledajte članak diskografija sastava Fall Out Boy.
Studijski albumi
- Soul Punk (2011.)

## Glumačke vode
U siječnju 2008., Stump je bio gost u televizijskoj kriminalističkoj seriji Zakon i red. Pojavio se u dvosatnoj premijeri 18. sezone kao Marty Dressler. Također se pojavio i u epizodi "Darkness", koja je emitirana 2. siječnja 2008. na NBC-u. Bilo je glasina da nije bio plaćen za ovu epizodu, ali je izjavio na Twitteru da je dobro plaćen za svoj nastup.
Stump je 2009. napravio kratki film pod nazivom Moustachette koji je prikazivan na filmskim festivalima. U filmu su glumili sam Stump te njegov kolega iz sastava Pete Wentz i Ryan Key. Film je objavljen online u rujnu 2011.
Stump je također kratko nastupio u seriji Dr. House u ulozi laboratorijskog tehničara Micaha, i to u epizodi "We Need the Eggs" (sezona 8., epizoda 17.) koja je emitirana 16. travnja 2012.
U veljači 2017 se pojavljuje u animiranom filmu Star Vs. The Forces of Evil kao lik Ruberiot, i također usklađuje pjesmu za istoimeni crtani.
U veljači 2017 sklada i izvodi pjesmu "Who's the (Bat)man" za animirani film "Lego Batman" 

## Osobni život
Stump trenutačno živi u rodnom gradu Chicagu, a posjeduje i kuću u Los Angelesu za potrebe rada. 29. rujna 2012. Stump se oženio dugogodišnjom curom Elisom Yao u Chicagu.  U listopadu 2014 on i Elisa dobivaju sina Declana Stumpha i u lipnju 2016 sina Antera Stumpha.
U 2012.-toj izabran je za člana Grammy's Chicago Chapter Governors.

## Vanjske poveznice
- Službena stranica Patricka Stumpa
- Službena stranica Fall Out Boya
- Decaydance Records
- Island Records
- Fueled by Ramen